# 圣玛丽亚-迪拉马什
圣玛丽亚-迪拉马什是葡萄牙阿威罗区的一个堂区。总面积3.92平方公里，总人口5120人，人口密度1306.1人/平方公里。